# یزنیک یرکاراتتسیان
یزنیک یرکاراتتسیان (ارمنی: Վարդապետ Եզնիկ Երկարակեցեան از مترجمان ادبیات کودک در سال‌های ۱۹۰۶ تا ۱۹۱۴ میلادی است.
او کتاب‌هایی را برای کودکان از زبان انگلیسی به زبان ارمنی برگردانده است؛ که عبارتنداز:
- «آلادین یو هراشالی جراک» (۱۹۰۶ جلفای نو) (علاء الدین و چراغ جادو»)
- «گوقاتسواتس ایشخانوهین» (۱۹۱۱ جلفای نو) (ملکهٔ ربوده شده: قصه‌های فارسی)
- «جابوناکان هکیاتنر» (قصه‌های ژاپنی) شامل داستان‌های
- «شیبیتارووسکنورس اوراشیمان» (اوراشیمای ماهیگیر)
- «موکن یو کاتون: بارسکاکان هکیاتنر» (۱۹۱۴ جلفای نو) (موش و گربه: قصه‌های فارسی)
- «اوجاراواجری ورتین» (فرزند صابون فروش)
- «تاگورنیوسکنورس» (پادشاه و ماهیگیر) (ص ۳۰)